# Gruppenleistung
Die Gruppenleistung bezeichnet das Resultat einer Gruppenarbeit.
Beim Zustandekommen der Gruppenleistung gibt es einige Besonderheiten:
- Ist eine Aufgabe additiv, ergibt sich die Gruppenleistung aus der Summe der Einzelleistungen (Bsp. Schneeschaufeln).
- Ist eine Aufgabe konjunktiv, hängt die Gruppenleistung vom schwächsten Gruppenmitglied ab (Bsp. Bergsteigen).
- Ist eine Aufgabe disjunktiv, hängt die Gruppenleistung vom stärksten Gruppenmitglied ab (Bsp. Problemlösung).
- Ist eine Aufgabe diskretionär, hängt die Gruppenleistung von der optimalen Nutzung der individuellen Fähigkeiten der Gruppenmitglieder ab (Bsp. gemeinsame Schätzung).
- Ist die Gruppenleistung größer als die Summe der Einzelleistungen, liegt ein Synergieeffekt vor.
- Ist die Gruppenleistung kleiner als die Summe der Einzelleistungen, liegt – je nach Ursache – Soziales Faulenzen oder der Ringelmann-Effekt vor.